# 중화인민공화국의 사법 제도

중화인민공화국 사법부의 상징

중화인민공화국에서 사법부는 정부 부처가 아닌, 행정부, 입법부와 더불어 정부의 3개 분과 중 하나이다. 엄밀히 말하자면 중화인민공화국에서 사법부는 인민 재판 활동을 의미한다. 중국은 현대 민주주의 국가들과 같은 '권력 분립'제도를 채택하고 있지 않다. 중국 헌법에 따르면, 사법부는 독립적이고 자율적인 권력을 갖지 못하고, 정부의 통제를 받고 있다. 헌법적으로 사법부는 행정 기관, 공공 기관, 개인으로부터 간섭없이, 독립적인 사법권 행사를 위한 것이다. 그러나 중국 헌법은 동시에 '공산당 지도'의 원칙을 강조하고 있다.

## 사법 구조
1982년 중화인민공화국 헌법과 1980년 1월 1일 발효된 인민법원 기본법에 따르면, 중국 사법부는 4단계의 법원 체제로 구성된다.
- 최고 인민 법원 : 가장 높은 단계는 베이징에 있는 최고 인민 법원으로, 중국의 최고 항소 재판을 담당하고, 모든 하위 '지방' 법원과 '특별' 법원의 공정한 집행을 감독한다. 최고 인민 법원은 홍콩과 마카오를 제외한 모든 중국인의 마지막 재판 수단이다.
- 지역 인민 법원 : 지역 인민 법원 (최초의 법원)은 형사 및 민사 사건을 처리한다. 지역 인민 법원은 나머지 3 단계의 법원 제도를 구성한다.
  - 기본 법원 : 지방 자치 단체, 마을 및 시 정부 수준의 기본 인민 법원
  - 중급 법원 : 도도부 현, 자치 현, 시정촌 수준의 중급 인민 법원
  - 고급 법원 : 지방, 자치구 및 특별 시정촌 수준의 고등 인민 법원. 고등 인민 법원의 의장은 인민 대표 대회에서 임명된다. 판사는 인민대표대회의 상임위원회에 의해 임명된다.
- 특별 관할 법원: 이 밖에 중국 군사 법원 (군대), 중국 철도 운송 법원 (철도 운송), 중국 해양 법원 (수자원 운송)이 있다.

홍콩과 마카오는 각각 영국과 포르투갈 식민지 역사 때문에 별도의 법원 제도를 가지고 있다.

## 같이 보기
- 중화인민공화국의 법